# Найденівка
Найде́нівка — село в Україні, в Омельницькій сільській громаді Кременчуцького району Полтавської області. Населення становить 20 осіб.

## Географія
Село Найденівка знаходиться на лівому березі річки Сухий Омельник, вище за течією примикає село Гуляйполе, нижче за течією на відстані 2 км розташоване село Яремівка.